# أنابيب السيليكون النانوية

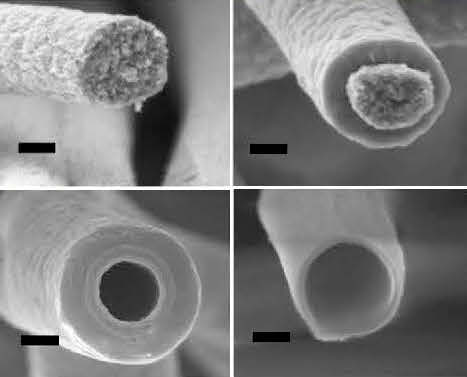

أنابيب السيليكون النانوية اوأنابيب السيليكا النانوية (بالإنجليزية: Silica Nano-tubes)‏ أو (بالإنجليزية: Nano-structured silica tubes)‏ : هي عبارة عن مواد نانوية لها شكل أنبوبي تصنع من عدة طرق مثل استخدام أنابيب نانوية أخرى كقالب لتصنيعها ومن أشهر هذه القوالب أنابيب الكاربون النانويةأنابيب نانوية كربونية(بالإنجليزية:  Carbon nanotubes)‏أو تصنع عن طريق عملية محلول-هلام تقنية الصل-جل الشهيرة(بالإنجليزية: Sol-gel)‏. تستخدم انابيب السيليكا النانوية في مجالات عديدة أبرزها الاستخدم الطبي راجع طب النانو فهي تعمل كأنظمة ايصال الدواء توصيل الدواء (بالإنجليزية: Drug delivery system)‏. بدأ استخدام هذه المواد النانوية مؤخرا لعلاج الاورام السرطانية